# プラネット・ダイナソー
『プラネット・ダイナソー』（Planet Dinosaur）は、イギリスで制作された、恐竜を題材とする六部作のドキュメンタリー番組。CGIで恐竜が描写されており、ジョン・ハートがナレーションを担当している。イギリスでは2011年にBBC One、日本では2012年にNHK教育『地球ドラマチック』枠で放送された。

## 製作と放送
ナイジェル・パターソンとフィル・ドブリーが企画した。BBCが制作し、ジョン・ハートがナレーションを担当した。VFXスタジオのゼリーフィッシュ・ピクチャーズが制作に就き、2011年に初めてイギリスで放送された。BBC Oneが放送した恐竜がメインのドキュメンタリーシリーズとしては、『ウォーキングwithダイナソー〜驚異の恐竜王国』以来となる。登場する50種以上の古生物や環境は全てCGIで制作されており、制作コストを『ウォーキングwithダイナソー〜驚異の恐竜王国』の約三分の一まで抑えた。シリーズの大筋は『ウォーキングwithダイナソー〜驚異の恐竜王国』以降の科学的発見に基づく。イギリスでは3D版のブルーレイディスクが発売された。
日本では三部作に編集されてNHK教育の『地球ドラマチック』内で2012年に放送された。第一集は6月16日、第二集は7月30日、第三集は8月25日に放送され、ナレーションは渡辺徹が担当した。DVDおよびブルーレイディスク版のナレーションは牛山茂が担当した。

### スピンオフ
CBBCでスピンオフ Planet Dinosaur Files が2011年9月29日より放送され、司会をジェム・スタンフィールドが務めた。各エピソードで3種の中生代の生物が比較され、「最強の獣脚類」など、どの生き物がどの称号を保持するか調べるため、生物の行動を再現する実用的なテストを行われた。2011年7月には『プラネット・ダイナソー』の60分の3Dスピンオフが告知され、『Ultimate Killers』という題で2012年8月19日に放送された。

## 登場する動物
| 第1回 失われた世界 - オウラノサウルス - スピノサウルス - オンコプリスティス - ルゴプス - カルカロドントサウルス - サルコスクス - アランカ | 第2回 空飛ぶ恐竜たち - エピデクシプテリクス - シンラプトル - チョウの幼虫（現生種） - サウロルニトイデス - オビラプトル - ギガントラプトル - シャンロン - ミクロラプトル - シノルニトサウルス - ジェホロサウルス | 第3回 最強のハンター - ダスプレトサウルス - カスモサウルス - トロオドン - エドモントサウルス - マジュンガサウルス - ラホナビス - セントロサウルス - 巨大ワニ |

| 第4回 命がけの戦い 生か死か - アンモナイト - カスザメ（現生種） - キンメロサウルス - 魚（現生種） - プレデターX - ステゴサウルス - 翼竜 - カンプトサウルス - アロサウルス - サウロファガナクス | 第5回 新たな巨大恐竜たち - アルゼンチノサウルス - 翼竜 - カルカロドントサウルス類 - スコルピオヴェナトル - ガスパリニサウラ - マプサウルス - オウラノサウルス - パラリティタン - サルコスクス - カルカロドントサウルス | 第6回 驚異の生き残り作戦 - ブラディクネメ - マジャーロサウルス - トカゲ（現生種） - ハツェゴプテリクス - ズニティラヌス - ノトロニクス - オビラプトル - アレクトロサウルス - ギガントラプトル |  |

## 評価
インデペンデント紙のトム・サトクリフは、本作の映像が磨かれていて快活であるとした一方、「知識と科学は一般にB級スペクタクルの二の次だ」とコメントした。スミソニアン協会のブライアン・スウィテクはサイエンスブログ "Dinosaur Tracking" で「私が一番楽しみ、そして本作で際立っていた点は、作中に示される様々な描写を支持するためにわずかに科学が織り込まれていた点だ」とコメントした。また、彼は「『プラネット・ダイナソー』は我々の期待していた完璧な恐竜ドキュメンタリーではないが、それでも私が最近見た何よりも優れている」とも加えた。
DVD Verdict のゴードン・サリバンは本作について肯定的に結論付けた。彼は「『プラネット・ダイナソー』は現時点での恐竜に関する我々の知識がどれほどのものなのか視聴者に教えてくれる、素晴らしいシリーズだ。自然ドキュメンタリーのスタイルと滑らかな声をしたジョン・ハートの適任なナレーションが結びつき、古生物学者と年長の恐竜ファンは『プラネット・ダイナソー』に喜ぶことだろう。」とコメントした。